# 第一次霍乱大流行

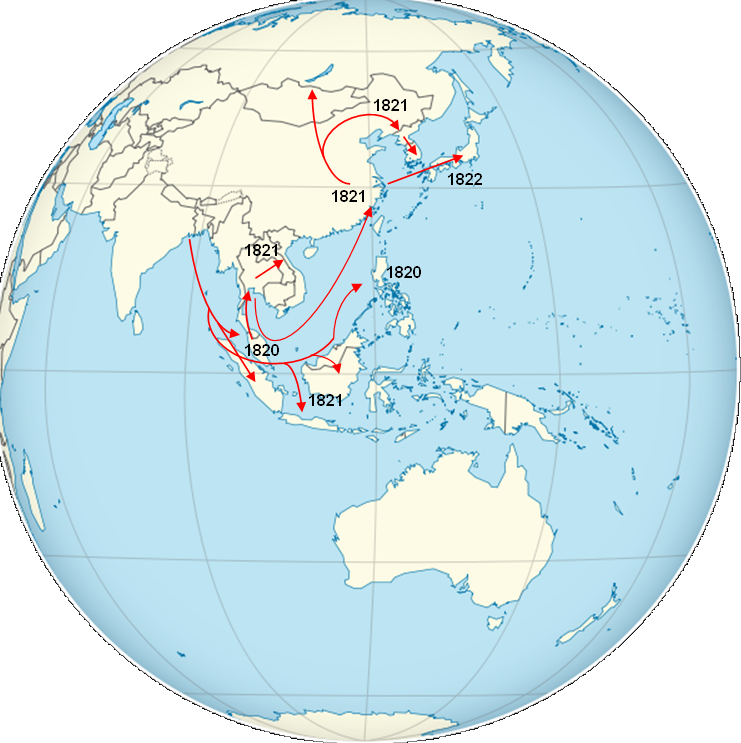
霍乱传播路径1

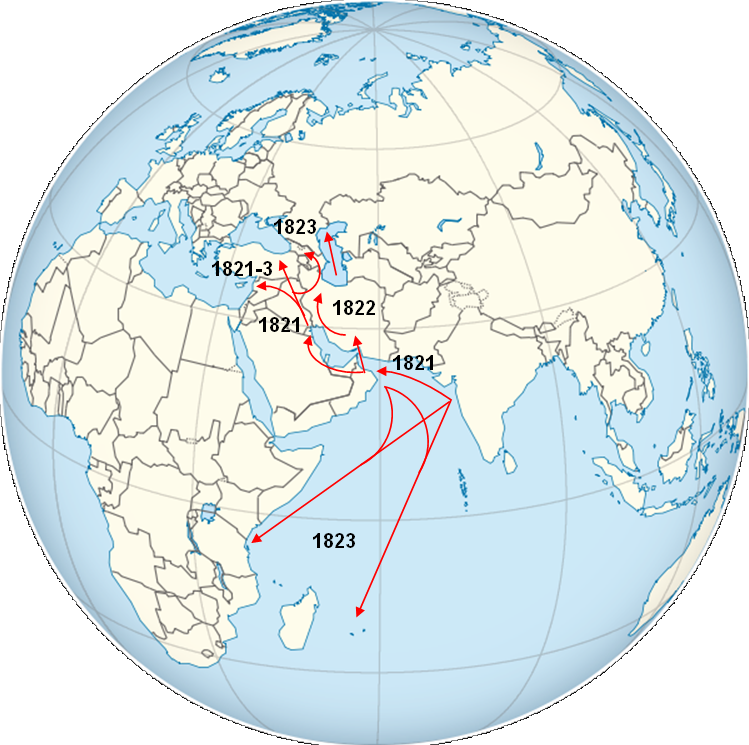
霍乱传播路径2

第一次霍乱大流行（英文：First cholera pandemic），也称亚洲霍乱（Asiatic cholera），是指于1817年-1824年间发生的霍乱大流行，是历史上第一次霍乱的大规模爆发。此次大流行起源于印度恒河三角洲流域，邻近加尔各答，随着英国殖民活动和商贸往来，疫情逐渐传播到了东南亚、中國、日本、中亚、中东、东非以及地中海沿岸地区。疫情造成的具体死亡人数不明确，但研究人员估计印度有数十万人死亡，而仅在1820年，印度尼西亚的爪哇岛上就有10万人死于霍乱。

## 历史
早在1816年，印度比哈尔邦的普尔尼亚就爆发了霍亂疫情，但一般认为疫情的大流行自1817年8月开始于加尔各答旁的杰索尔市。此后，疫情沿着商贸路线蔓延印度全国，并于1818年12月传播到了锡兰（今斯里兰卡）。
在印度北境与英国军队作战的阿富汗、尼泊尔士兵也受到感染，而英军在1821年将疫情传播到了阿曼的马斯喀特，并传向中东地区、东非地区，包括桑给巴尔、巴士拉、巴格达、叙利亚，甚至俄罗斯帝国南部的阿斯特拉罕。与此同时，沿着陆地途径，霍乱传播到了缅甸、泰国等地，又通过海上途径传播到了印度尼西亚、菲律宾、中國（清朝）以及日本等地。
1823年，疫情传播到了地中海地区，但逐渐消失、没有传到歐洲大陸。

## 死亡人数
此次霍乱大流行造成的死亡人数不明，但研究人员通过英军的损失（1万人），推估印度有数十万人死于此次霍乱大流行。1820年，印度尼西亚的爪哇岛上有10万人死于霍乱。 1821年，仅三周内，伊拉克境内就有1万8千余人死亡。

## 种族歧视及仇外
第一次霍乱大流行以及此后的霍乱大流行，曾造成了西方的反亚洲情绪，特别是对印度人和印度文化的反感。许多时候，对于霍乱爆发的担忧加剧了种族间的矛盾对立。 亚洲，特别是南亚地区，常常因霍乱而受到责难。有记录显示，印度文化尤其是印度教的朝圣等仪式，以及当地卫生状况，曾遭到嘲讽。